# Бабка (село)
Ба́бка — село в Україні, у Вараській громаді Вараського району Рівненської області. Населення становить 288 осіб.

## Географія
Селом протікає річка Стир.

## Історія
На околицях села виявлено городище-святилище VIII-Х століть.
У 1906 році село Рафалівської волості Луцького повіту Волинської губернії. Відстань від повітового міста 89 верст, від волості 2. Дворів 69, мешканців 527.

## Походження назви
Назва пов'язана з давньоукраїнською міфологією. За уявленнями наших предків, баба — жіноче божество, тітка бога Святовита, яка витала над світом у вигляді хмар, пізніше уособлювала світло і нібито жила у горах, на високих кручах.

## Населення
За переписом населення 2001 року в селі мешкало 288 осіб. 100 % населення вказало своєї рідною мовою українську мову.